# Great Scott!
Great Scott! est une série télévisée américaine en treize épisodes de 26 minutes, créée par Tom Gammill et Max Pross, et dont seulement six épisodes ont été diffusés entre le 4 octobre et le 29 novembre 1992 sur Fox.
En France, le premier épisode a été diffusé le 10 avril 2008 sur Série Club dans les Screenings 2008.

## Synopsis
Cette série met en scène Scott Melrod, un adolescent ordinaire qui, face à un quotidien ennuyeux, s'invente un monde imaginaire fait à partir de songes éveillés et de fantasmes délirants.

## Distribution
- Tobey Maguire : Scott Melrod
- Nancy Lenehan : Beverly Melrod
- Ray Baker : Walter Melrod
- Sarah Koskoff : Nina Melrod
- Kevin Connolly : Larry O'Donnell

## Épisodes
Seuls les six premiers épisodes ont été diffusés.
1. Pilot
2. Hair Scare
3. Choir Mire
4. Stone Moan
5. Stripe Gripe
6. Pyrrhic Lyric
7. Book Crook
8. Vacation Tribulation
9. Whatta Sloppy Photocopy
10. Royal Toil
11. Thief Grief
12. Garage Barrage
13. Date Bait

## Commentaires
- Le titre est la dénaturation euphémistique d'un juron (en anglais : a minced oath[1])  de "great God" dans une culture qui, suivant le Deuxième commandement du Décalogue, considère comme un péché grave de prononcer en vain le nom de Dieu[2].

Le français du Québec emploie également des versions euphémistiques  de ses jurons d'origine religieuse.
La traduction par "Nom de Zeus", l'un des tics de langage du Docteur Emmett Brown (incarné par Christopher Lloyd) dans la version française de la trilogie Retour vers le futur reproduit et la proximité et la dénaturation euphémistique.